# 스티븐 뒤부아
스티븐 뒤부아(프랑스어: Steven Dubois, 1997년 5월 1일~)는 캐나다의 쇼트트랙 선수이다. 2022년 동계 올림픽에서 1500m 종목 은메달을 획득했다.